# Willy Härtel
Willy Härtel (* 11. Februar 1902 in Neugersdorf; † 7. September 1943 bei Gorodez, Oblast Leningrad) war ein deutscher politischer Funktionär und SA-Führer, zuletzt im Rang eines SA-Brigadeführers.
Härtel trat zum 1. Januar 1930 der NSDAP bei (Mitgliedsnummer 388.658) und bekleidete ab den 1930er Jahren eine Reihe führender Funktionen in der SA, unter anderem war er Führer der SA-Brigade 8 (Grenzland Süd).
Anlässlich der Reichstagswahl vom April 1938 kandidierte Härtel, damals SA-Oberführer in Neustettin, auf der „Liste des Führers“ für den nationalsozialistischen Reichstag, wurde aber nicht gewählt. Seinen höchsten Rang in der SA erreichte Härtel am 30. Januar 1941 mit der Beförderung zum SA-Brigadeführer.
Härtel nahm als Offizier im Zweiten Weltkrieg teil. Er starb während der Kampfhandlungen als Oberleutnant der Wehrmacht im Herbst 1943 in der Nähe von Leningrad und wurde auf dem „Heldenfriedhof“ in Luga bestattet.